# Volpino italien
Le volpino italien est une race de chien de garde et de compagnie d'origine italienne, qui doit son nom à sa ressemblance avec le renard. En effet, en italien, le mot « volpino » signifie « petit renard ».
Le volpino est classé, dans la nomenclature de la Fédération cynologique internationale (FCI) dans le groupe 5 (chiens de type spitz et de type primitif), plus spécialement dans la section 4 (Spitz européens), où il côtoie les cinq types de Spitz allemands.

## Historique
Les descendants du volpino italien existaient au centre de l'Europe dès l’âge du bronze et partagent les mêmes origines que le spitz allemand, sans en être un descendant. Le volpino italien est traditionnellement élevé en Italie où il était utilisé dans les palais des seigneurs comme dans les quartiers populaires comme chien de garde. Michel-Ange aurait possédé un volpino italien. Au XVIIIe siècle, il accompagnait les charretiers de Toscane et du Latium.

## Standard

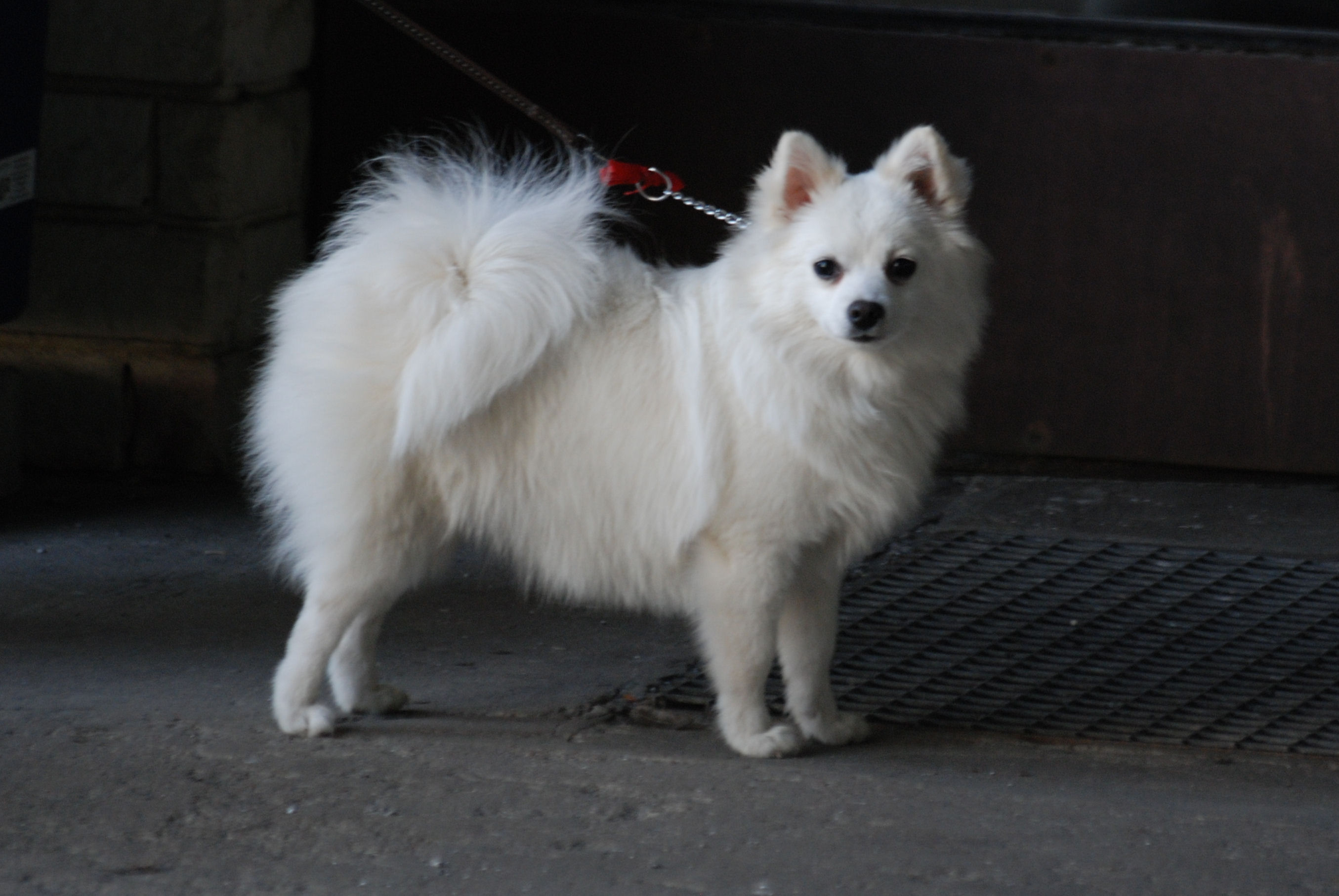
Volpino italien.

Le volpino italien est un spitz de petit format, compact. De construction carrée, la longueur du corps, mesurée de la pointe de l’épaule à celle de la fesse, est égale à la hauteur au garrot. Attachée dans le prolongement de la croupe, la queue est portée en permanence enroulée sur le dos. La tête est en forme de pyramide. Les yeux sont bien ouverts et de grandeur normale. La couleur de l’iris est ocre foncé, celle des bords des paupières est noire. Courtes, les oreilles sont de forme triangulaire, dressées, elles ont un cartilage rigide et leur face interne orientée vers l’avant. 
Le poil est touffu, très long et dressé. La fourrure n'est jamais tombante, même lorsque le poil est peu fourni. La texture est rude, avec des poils raides. Le tronc est décrit comme enveloppé par un manchon, particulièrement sur le cou où le poil forme une collerette. Le crâne est couvert d’un poil semi-long qui cache la base des oreilles. Sur le museau, le poil est court. Sur les oreilles, le poil est très fin et ras. Sur les bords postérieurs des membres, le poil forme des franges. Les couleurs admises sont le blanc unicolore, le rouge unicolore et le champagne unicolore, même si cette dernière couleur n'est pas recherchée.

## Caractère
Le volpino italien est décrit dans le standard FCI comme très attaché à son milieu, d’un tempérament très marqué, vif, gai et enjoué.

## Utilité

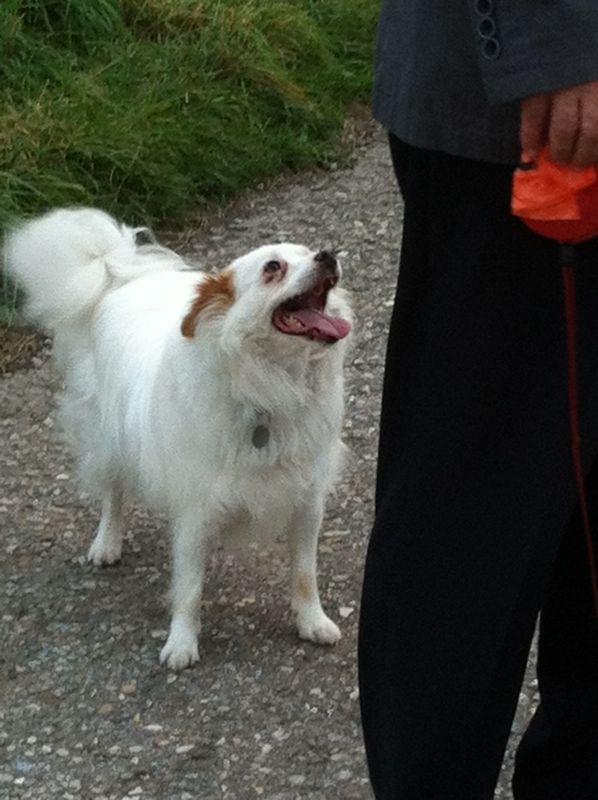
Volpino italien blanc de compagnie.

Le volpino italien est utilisé comme chien de garde et comme chien de compagnie.